# Oracle Collaboration Suite
 (mars 2013).
Si vous disposez d'ouvrages ou d'articles de référence ou si vous connaissez des sites web de qualité traitant du thème abordé ici, merci de compléter l'article en donnant les références utiles à sa vérifiabilité et en les liant à la section « Notes et références ».
 (mars 2013).
Oracle Collaboration Suite est une suite complète de logiciels de collaboration : agenda, collaboration en temps réel, courriel, système de gestion de fichiers, messagerie vocale et gestion des processus opérationnels (workflow).
L'accès se fait via Microsoft Outlook, une interface vocale, des terminaux mobiles, le fax ou n'importe quel navigateur Web.
les principaux modules sont :
- Oracle Internet Directory : Annuaire LDAP
- Oracle Email : Messagerie électronique
- Oracle Calendar : Agenda partagé
- Oracle Content services : Gestion documentaire
- Oracle RTC Messenger : Messagerie instantanée
- Oracle RTC Web Conferencing: Conférence Web
- Oracle Voice Mail : Messagerie Unifiée (Messagerie électronique, Voix, Fax)

Oracle Collaboration Suite a été totalement refondue et est maintenant disponible depuis juillet 2008 sous le nom de Beehive.